# 2009 en Ossétie du Sud-Alanie
Cet article présente les faits marquants de l'année 2009 en Ossétie du Sud-Alanie.

## Évènements
- Lundi 19 janvier 2009 : la ministre grecque des Affaires étrangères Dora Bakoyannis, dont le pays assure cette année la présidence tournante de l'Organisation pour la sécurité et la coopération en Europe, déclare entamer cette semaine à Moscou des discussions avec son homologue Sergueï Lavrov sur une nouvelle mission pour maintenir des représentants de l'OSCE dans toute la Géorgie et en Ossétie du Sud. L'organisation avait annoncé en décembre qu'elle retirerait sa mission de Géorgie à partir du 1er janvier après l'opposition de la Russie à la prolongation de son mandat au-delà du 31 décembre, mais Moscou avait indiqué être prêt à discuter d'une nouvelle mission de l'OSCE en Géorgie qui tiendrait compte de l'indépendance de l'Ossétie du Sud, reconnue par Moscou.
- Lundi 26 janvier 2009 : le président russe Dmitri Medvedev nomme un  « représentant spécial pour la délimitation et la démarcation de la frontière de la fédération de Russie avec les États voisins », notamment avec l'Abkhazie et l'Ossétie du Sud, les deux républiques séparatistes géorgiennes.

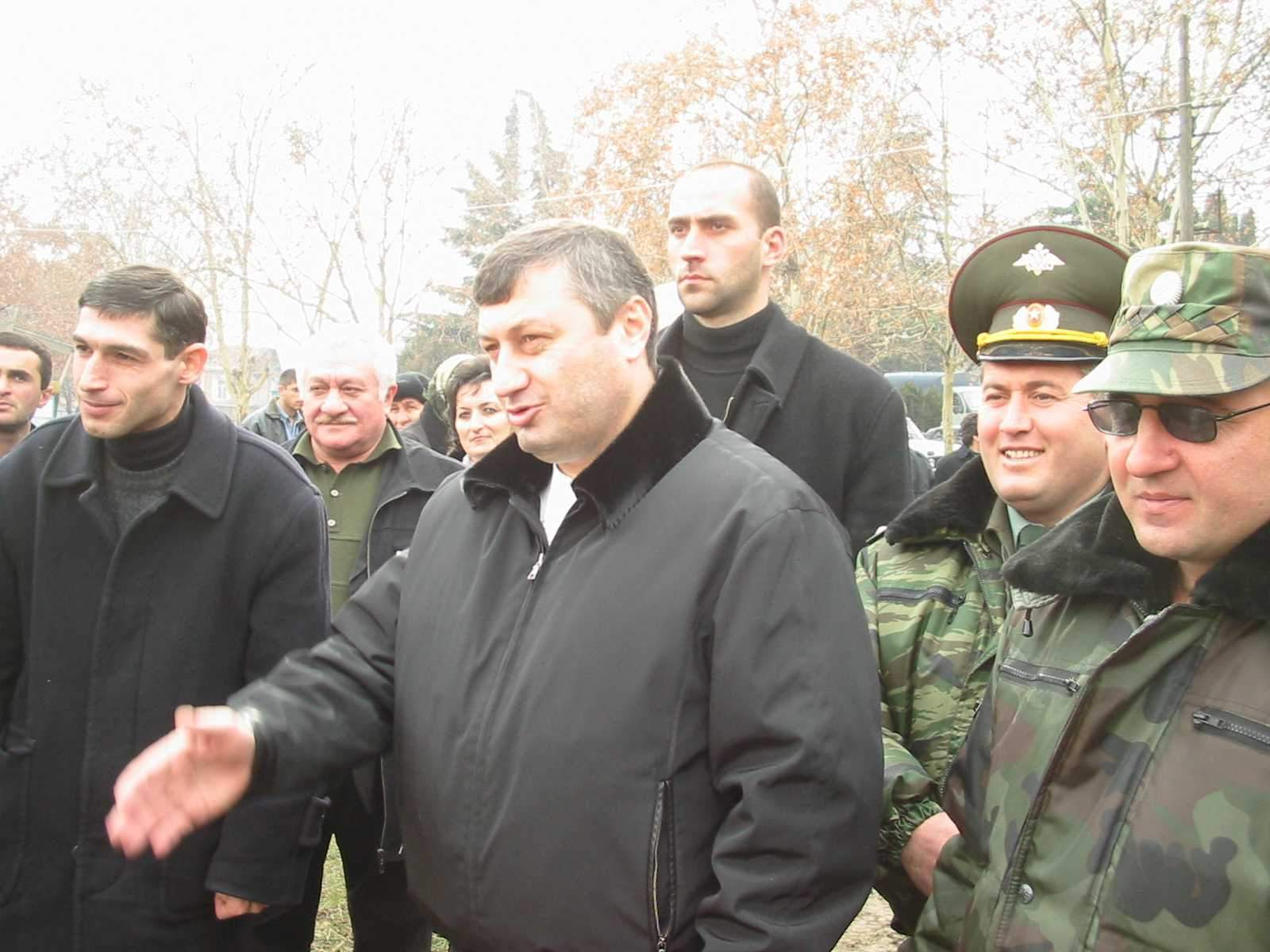
Edouard Kokoïty en 2004

- Mardi 21 avril 2009 : Le président Edouard Kokoïty annonce que des observateurs de l'OSCE ont été interpellés sur le territoire de la république séparatiste pro-russe pour « franchissement illégal de frontière ».
- Dimanche 31 mai 2009 : les partis séparatistes d'Ossétie du Sud, soutenu par la Russie, remportent une large victoire lors des législatives. Le leader Edouard Kokoïty (44 ans), ancien lutteur, voit dans ce scrutin un symbole de l'indépendance de la province, reconnue par Moscou après la brève guerre d'août 2008. 52 000 étaient inscrites sur les listes électorales, alors que selon l'opposition la moitié des 70 000 habitants de la région l'ont quittée après le conflit.
- Lundi 1er juin 2009 : la présidence tchèque de l'Union européenne juge « illégitimes » les élections législatives qui se sont tenues la veille, et où le parti Unité, qui soutient le président Edouard Kokoïty est arrivé en tête : « L'UE n'accepte pas la légalité des "élections", ni leurs résultats. La tenue de telles élections est illégitime et représente un revers dans la recherche d'un règlement pacifique et durable de la situation en Géorgie […] L'UE réaffirme son ferme soutien à la souveraineté et à l'intégrité territoriale de la Géorgie, à l'intérieur de ses frontières reconnues sur le plan international ».
- Samedi 27 juin 2009 : le ministre russe des Affaires étrangères Sergueï Lavrov déclare  à l'issue d'une réunion du Conseil OTAN-Russie que la reconnaissance par la Russie des républiques sécessionnistes de Géorgie est « irréversible ».
- Jeudi 16 juillet 2009 : le président russe Dmitri Medvedev est en visite en Ossétie du Sud. L'Union européenne juge cette visite « incompatible » avec le principe de l'intégrité territoriale du gouvernement de la Géorgie.